# Hans Conrad Schellenberg
Hans Conrad Schellenberg (ur. 28 kwietnia 1872 w Zurychu, zm. 27 października 1923 tamże) – szwajcarski botanik, mykolog i agronom.

## Życiorys i praca naukowa
Urodził się w Hottingen (obecnie jest to część Zurychu). W latach 1890–1893 studiował na Politechnice w Zurychu, w latach 1893–1895 na Uniwersytecie Berlińskim, gdzie jego wykładowcą był Simon Schwendener. W latach 1895–1897 pracował jako pomocnik w stacji kontroli nasion w Zurychu, w latach 1897–1902 jako nauczyciel w Szkole Rolniczej-Strickhof w Oberstrass. Habilitację z botaniki uzyskał na Politechnice w Zurychu, gdzie od 1908 do 1923 był profesorem agronomii.
W pracy naukowej skupiał się głównie na fitopatologii i botanice rolniczej, zwłaszcza w zakresie uprawy zbóż w Szwajcarii. Był autorem znaczących prac poświęconych grzybowym chorobom roślin.
W nazwach naukowych utworzonych przez niego taksonów dodawany jest skrót jego nazwiska Schellenb.